# Rolls-Royce Trent
Rolls-Royce Trent é uma família de motores turbofan produzidos pela Rolls-Royce. Várias variantes de motores Trent estão na actualidade em serviço a alimentar aeronaves como o Airbus A330, o A340, o Boeing 777, e ainda estão a ser construídas mais variantes para o A350 XWB. O Trent tem sido aplicado em diversas funções na marinha e em diversas industrias.
Funcional desde Agosto de 1990 na variante Trent 700, o Trent alcançou um significativo sucesso comercial, tendo sido escolhido como os motor de lançamento para as variantes do 787 (Trent 1000), do A380 (Trent 900), e do A350 (Trent XWB). As vendas da família Trent fizeram da Rolls-Royce o segundo maior fornecedor de motores turbofan do mundo, estando atrás apenas da General Electric, e relegando a rival Pratt & Whitney para a terceira posição.
Mantendo a tradição da Rolls-Royce em baptizar os seus motores a jato com nomes de rios, este motor foi baptizado com o nome do rio Trent, que corre nas terras médias da Inglaterra. Actualmente, a Singapore Airlines é a maior operadora de motores Trent.

## Variantes
- Trent 600 – primeira proposta
- Trent 700
- Trent 800
- Trent 8104
- Trent 500
- Trent 900
- Trent 600 – segunda proposta
- Trent 1000
- Trent 1500
- Trent XWB
- Trent 7000